# Carballal (Palas de Rey)
Carballal (llamada oficialmente San Sebastián do Carballal) es una parroquia y una aldea española del municipio de Palas de Rey, en la provincia de Lugo, Galicia.

## Otras denominaciones
La parroquia también es conocida por el nombre de San Sebastián de Carballal.

## Organización territorial
La parroquia está formada por seis entidades de población, constando cuatro de ellas en el nomenclátor del Instituto Nacional de Estadística español:

### Entidades de población
Entidades de población que forman parte de la parroquia:
- Carballal (O Carballal de Abaixo)
- O Carballal de Arriba
- A Gaiola
- Xestrar (Guestrar)
- Ponterroxán (A Ponterroxán)

### Despoblado
Despoblado que forma parte de la parroquia:
- Lalín

## Demografía

### Parroquia
| Gráfica de evolución demográfica de Carballal (parroquia) entre 2000 y 2020 |
|                                                                             |
| Datos según el nomenclátor publicado por el INE.                            |

### Aldea
| Gráfica de evolución demográfica de Carballal (aldea) entre 2000 y 2020 |
|                                                                         |
| Datos según el nomenclátor publicado por el INE.                        |

## Patrimonio
La iglesia parroquial de San Sebastián data del siglo XII.